# Hans Gollnick
Hans Gollnick (ur. 22 maja 1892 w Gut Gursen na Pomorzu, zm. 15 lutego 1970 w Schönau am Königssee) – niemiecki generał Wehrmachtu. Służył w czasie I i II wojny światowej. Za swoją służbę został odznaczony Krzyżem Rycerskim Krzyża Żelaznego z Liśćmi Dębu.

## Odznaczenia
- Krzyż Żelazny (1914)
  - II klasy
  - I klasy
- Odznaka za Rany (1918)
- Krzyż Honorowy
- Odznaka za Służbę w Wehrmachcie
  - IV klasy
  - I klasy
- Zapinka do Krzyża Żelaznego
  - II klasy
  - I Klasy
- Krzyż Rycerski Krzyża Żelaznego z Liśćmi Dębu
  - Krzyż Rycerski – (27 listopada 1942)
  - 282 Liście Dębu – (24 sierpnia 1943)
- Medal za Udział w Walkach na Froncie Wschodnim

## Literatura
- Berger, Florian, Mit Eichenlaub und Schwertern. Die höchstdekorierten Soldaten des Zweiten Weltkrieges. Selbstverlag Florian Berger, 2006. ISBN 3-9501307-0-5.
- Fellgiebel, Walther-Peer. Die Träger des Ritterkreuzes des Eisernen Kreuzes 1939-1945. Friedburg, Niemcy: Podzun-Pallas, 2000. ISBN 3-7909-0284-5.